# Juan Zorrilla de San Martín
Juan Zorrilla de San Martín (Montevideo, 28 de desembre de 1855 - ibídem, 3 de novembre de 1931) fou un escriptor, periodista, docent i diplomàtic uruguaià.

## Biografia
Va néixer a Montevideo el 28 de desembre de 1855. Era fill de l'espanyol Juan Manuel Zorrilla de San Martín i de la uruguaiana Alejandrina del Pozo y Aragón, família ferventment catòlica. La seva mare va morir quan el poeta tenia tot just un any i mig de vida. Va ser criat amb afecte i dedicació per la seva tieta Juliana del Pozo y Aragón, esposa de Martín García de Zúñiga.
Al costat del seu germà Alejandro, el 1865, va ser portat pel seu pare per cursar els seus estudis al Col·legi de la Immaculada Concepció de Santa Fe, República Argentina. Entre 1867 i 1872 va estudiar al Col·legi dels Pares Bayoneses, a Montevideo, lloc on va començar els seus estudis universitaris. Es va graduar de batxiller a Santa Fe, el 1872. Entre 1874 i 1877 va estudiar al Col·legi dels Germans Jesuïtes de Santiago de Xile fins a completar els seus estudis com a llicenciat en Lletres i en Ciències Polítiques. En aquest període va col·laborar en la redacció de La estrella de Chile i va publicar Notas de un himno. A Xile va rebre la influència de les lectures romàntiques de José Zorrilla, José de Espronceda i sobretot, Gustavo Adolfo Bécquer. Destaca per les seves representacions nacionalistes en els seus discursos en els que la llengua ocupa un lloc important sobre nació hispànica i la nació subtropical atlàntica.
En primeres núpcies es va casar amb Elvira Blanco Sienra, filla de Juan Ildefonso Blanco i neta del Constituent Juan Benito Blanco, amb qui va tenir sis fills. Als pocs anys de la mort d'aquesta, va contraure enllaç amb la seva germana, Concepción Blanco Sienra, que li va donar deu fills.
Un dels seus fills va ser l'escultor José Luis Zorrilla de San Martín, que el 1921 va dirigir l'última transformació de la seva casa del barri Montevideo de Punta Carretas. Hi va dissenyar l'actual menjador amb la llar de foc que porta llaurat a la part superior l'escut dels Zorrilla de San Martín. Entre els seus descendents es troba l'exdiputat per San José i ex-ambaixador, Alejandro Zorrilla de San Martín, l'actriu China Zorrilla, els pintors Alfredo Zorrilla, Enrique Zorrilla de San Martín i Miguel Herrera Zorrilla i l'escriptor Enrique Estrázulas, entre d'altres.

## Obres

### Escultures

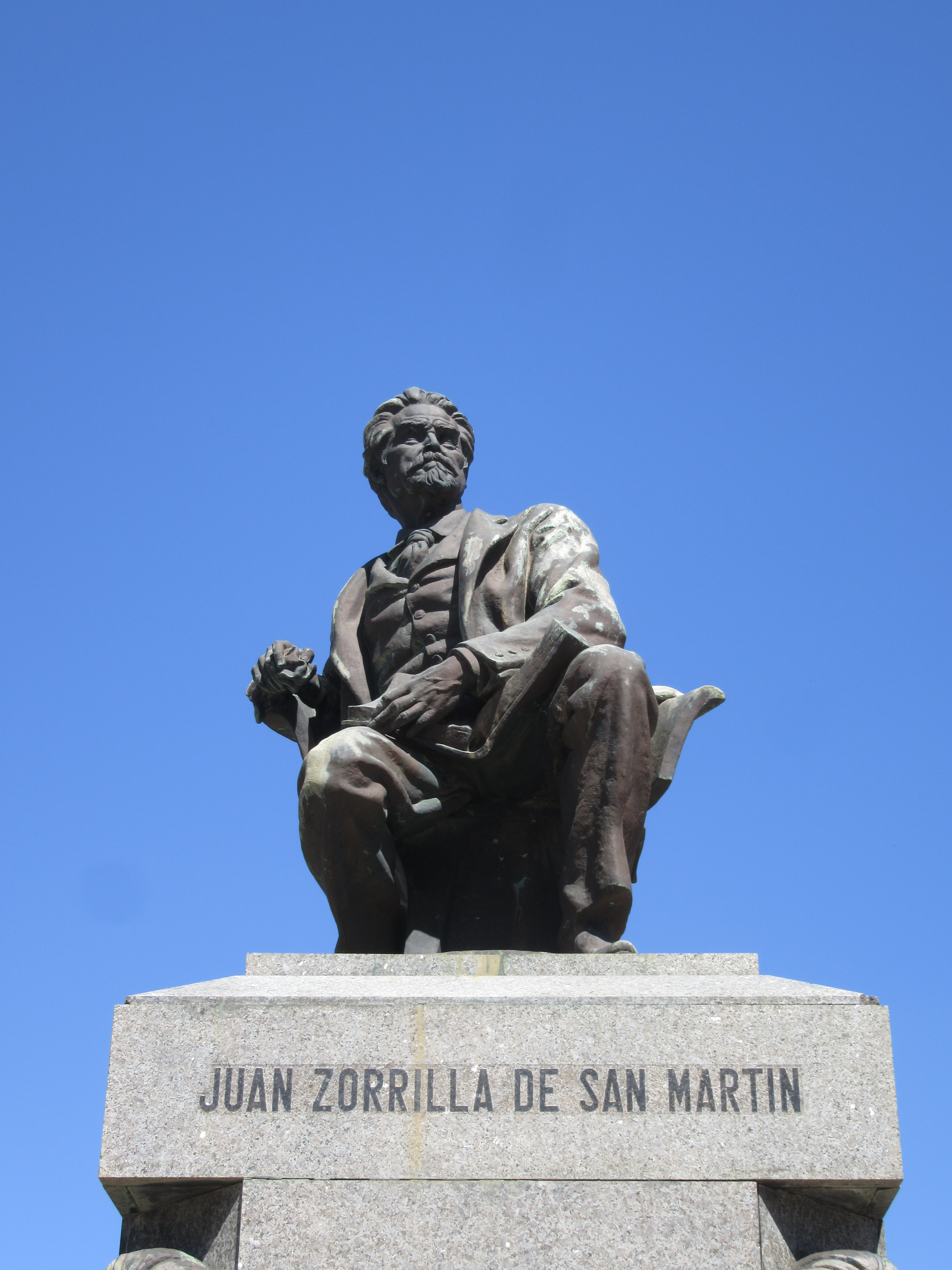
Escultura de Juan Zorrilla de San Martín al barri Punta Carretas, pel seu fill José Luis.

Creu del Cerro Pan de Azúcar a Maldonado, Uruguai. Creu de ciment de 35 ms d'altura construïda el 1933, concebuda per Zorrilla de San Martín i el pare Engels Walters.

### Poemes
- Notas de un himno (1877).
- La leyenda patria (1879).
- Tabaré (1888).[7]
- La epopeya de Artigas (1910).

#### Rimes i llegendes
- El ángel de los charrúas.
- Imposible.
- Odio y amor.
- Siemprevivas.
- Tú y yo.
- Himno al árbol.
- Vestals.

### Assaigs
- Discurso de la Rábida (1892).
- Resonancia del camino (1896).
- Huerto cerrado (1900)
- Conferencias y discursos (1905).
- Detalles de la historia rioplatense (1917).
- El sermón de la paz (1924).
- El libro de Ruth (1928).
- Ituzaingó.
- Artigas.
- Decadencia.
- Renacimiento.

## Museu Zorrilla

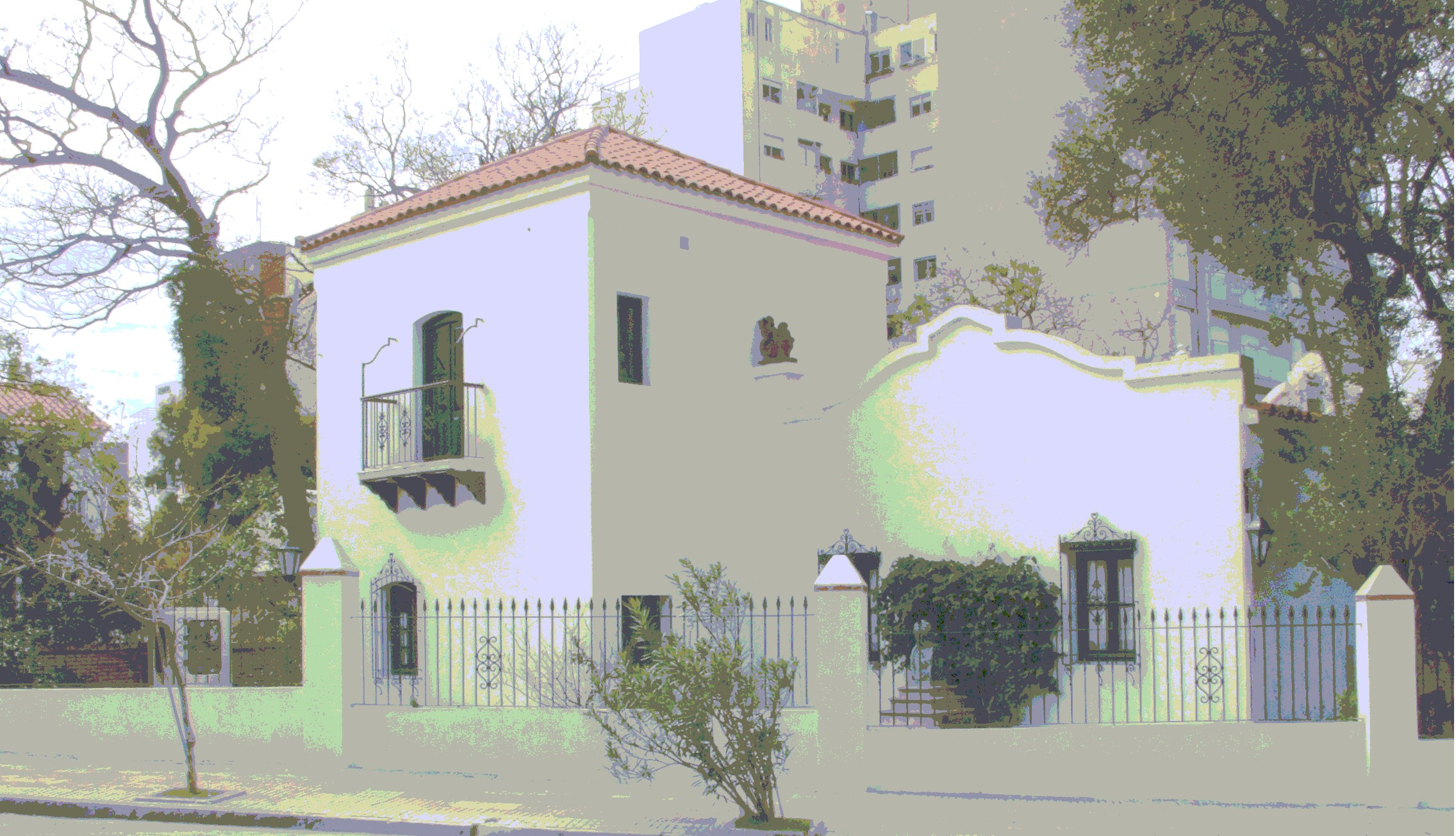
Museu Zorrilla.

La casa de Zorrilla, ubicada al barri de Montevideo de Punta Carretas entre els carrers Zorrilla de San Martín i Rambla Mahatma Gandhi, és actualment un museu.
Es va començar a construir el 1904, en una zona aleshores despoblada. El 1921 va fer la darrera transformació, dirigida pel seu fill, l'escultor José Luis Zorrilla de San Martín, que va dissenyar l'actual menjador amb la llar de foc que porta llaurat a la part superior l'escut dels Zorrilla de San Martín.
El 1936 la casa va passar a ser propietat de l'Estat. El 1942 es va transformar en museu dependent del Ministeri d'Educació i Cultura, formant part d'una de les cases històriques pertanyents al Museu Històric Nacional de l'Uruguai.
Actualment el museu és administrat per la "Comissió d'Amics del Museu Zorrilla", que va recuperar el lloc i va construir una moderna sala on es realitzen actes culturals, que fan d'aquest museu la "casa oberta" que va ser en vida de Zorrilla.
| «               | Tota la meva vida es troba entre aquestes quatre parets, aquí són els meus records de família i el fruit dels meus esforços. | » |
| — Juan Zorrilla | |   |